# Thecla bathildis
Thecla bathildis är en fjärilsart som beskrevs av Felder 1865. Thecla bathildis ingår i släktet Thecla och familjen juvelvingar. Inga underarter finns listade i Catalogue of Life.